# JNG-90
Il MKEK JNG-90 è un fucile di precisione a otturatore girevole-scorrevole in calibro 7,62 × 51 mm NATO utilizzato dalle forze militari turche. L'arma è stata progettata tra il 2004 ed il 2008 ed è entrata in servizio nell'esercito con il nomignolo di Bora.

## Progetto
Il JNG-90, secondo la MKEK, è accreditato con una accuratezza di sparo di gruppi di 0.3 MOA ad una distanza fino a 100.  Rotaie Picatinny vengono fornite sul frontale e sulla parte superiore della canna. L'arma è dotata anche di calcio regolabile.

## Utilizzatori
- Azerbaigian: Acquistato un numero imprecisato di JNG-90[4].
- Turchia: In uso da parte delle forze armate turche[2].

## Curiosità
Il JNG-90 è uno dei fucili di precisione disponibili nei videogame Battlefield 3 e Battlefield 4